# Wahl zur Nationalversammlung in Nepal 2018
Die Wahl zur Nationalversammlung in Nepal 2018 fand am 7. Februar 2018 statt. Dies war die erste Wahl des neu geschaffenen Oberhauses, der Rastriya Sabha, des nepalesischen Parlaments entsprechend der neuen Verfassung von 2015.

## Wahlergebnis
Bei dieser ersten Wahl zur Nationalversammlung wurden alle 56 Abgeordneten gewählt. Der damalige Premierminister Sher Bahadur Deuba benannte am 12. Februar drei weitere Mitglieder für die Berufung in die Nationalversammlung durch den Präsidenten Nepals.
Ursprünglich waren 2.056 Wähler wahlberechtigt, die in sieben verschiedenen Wahlkollegien wählen sollten, die jeweils eine der sieben Provinzen repräsentierten. Allerdings wurden alle acht Sitze der Nationalversammlung der Provinz Nr. 2 ohne Widerspruch gewählt, so dass die 379 Mitglieder des Wahlkollegiums von Provinz Nr. 2 an diesen Wahlen nicht teilnahmen.
Die Wahlkollegien bestanden aus insgesamt 1.506 Mitgliedern der Gemeinderäte (Bürgermeister, stellvertretende Bürgermeister, Vorsitzende und stellvertretende Vorsitzende) und 550 Mitgliedern der jeweiligen Provinzversammlung. Ihre Stimmen wurden unterschiedlich gewichtet, wobei jede Stimmen der Gemeindevertreter einen Wert von 18 und die Stimmen der Provinzvertreter einen Wert von 48 hatten.
| Partei                                                                   | Sitze |
| ------------------------------------------------------------------------ | ----- |
| Kommunistische Partei Nepals (Vereinigte Marxisten-Leninisten) (CPN-UML) | 27    |
| Nepalesische Kongresspartei                                              | 13    |
| Kommunistische Partei Nepals (Maoistisches Zentrum) (CPN-MC)             | 12    |
| Rastriya Janata Partei Nepals (RJP)                                      | 2     |
| Föderales Sozialistisches Forum Nepals (FSFN)                            | 2     |